# János Koppány
János Koppány, madžarski rokometaš, * 13. februar 1908, † 1972.
Leta 1936 je na poletnih olimpijskih igrah v Berlinu v sestavi madžarske rokometne reprezentance osvojil četrto mesto.